# Gregoria Apaza
Gregoria Apaza Nina (Ayo Ayo, província de Sica Sica, c.1751-La Paz, 6 de setembro de 1782) foi uma heroína e revolucionária indígena do povo aimara que liderou, junto a seu irmão Túpac Katari (Julián Apaza) e sua cunhada Bartolina Sisa, uma das rebeliões mais extensas contra o Império espanhol no Alto Peru.

## Trajetória
Foi uma das maiores organizadoras e condutoras do levante indígena contra os colonizadores. Administrava os bens advindos dos saques, organizava os acampamentos e dirigia os guerreiros no campo de batalha.
Filha de Nicolás e Marcela, foi casada com Alejandro Pañuni, sacristão, com quem teve um filho, também teve vínculos sentimentais com Andrés Túpac Amaru, sobrinho de Túpac Amaru II, quem unir-se-lhes-ia durante o segundo cerco à cidade espanhola de La Paz em 1781; com este, Gregoria liderou o assalto e tomada de Sorata.
Foi torturada e executada o 6 de setembro de 1782 em La Paz, junto a Bartolina Sisa.

## Homenagens
Em  2018, como ação integrante do plano do governo Evo Morales de valorização da cultura indígena, entrou em circulação na Bolívia a primeira nota de 10 bolivianos (um boliviano equivale ao peso, utilizado até 1986) com o rosto de Gregoria Apaza estampado.